# Mercedes La Ceiba
Mercedes La Ceiba es un distrito del Municipio de La Paz Centro Departamento de La Paz, El Salvador. Se caracteriza por ser "La cuna de las moliendas" del valle de jiboa, son más de 15 moliendas tradicionales, cada familia se caracteriza por tener frente al patio de su casa una molienda que se convierte en su fuente de trabajo y desarrollo económico. La principal atracción turística es Ruta los Nacimientos, un balneario de río natural habilitado únicamente en verano. Sus Rutas de Buses que llevan a ese distrito son la Ruta 191A que hace su Recorrido de Mercedes la Ceiba a San Vicente, la Ruta 500 que hace su recorrido del Cantón Concepción a Cojutepeque, y la Ruta 501 que hace su recorrido de Mercedes la Ceiba a San Salvador. Según el censo oficial de 2024, tiene una población de 632 habitantes. Administrativamente el distrito se divide en dos cantones: San Antonio y San Luis. Y el cantón San Luis se divide en San Luis Arriba y San Luis Abajo.

## Población
Mercedes la Ceiba con 632 habitantes, es el segundo distrito con menor población de todo El Salvador. El censo 2024 detalla que en este territorio viven 315 mujeres y 317 hombres.
Es el primer distrito más pequeño en territorio, con una superficie de 10.61 km² 
Por décadas la población de Mercedes la Ceiba no ha aumentado, en los últimos 30 años se han mantenido la misma cantidad de habitantes. La principal razón ha sido: faltas de vías de acceso adecuadas para ingresar al distrito de Mercedes la Ceiba según manifestaron los pobladores en el artículo publicado en el año 2013 titulado "La voz del más chico". "La Voz del más Chico": "Visto desde lejos, Mercedes La Ceiba parece la cresta gris de una iguana echada sobre la falda del volcán de San Vicente. Es un chorizo de casas sobre el lomo de una loma, donde aún no arriban los cibercafés y el asfalto". 

## Economía
La economía de Mercedes la Ceiba está sustentada en la producción agrícola de la caña de azúcar, maíz, frijol y yuca. 
La principal actividad económica es el 
procesamiento tradicional de la caña de azúcar en las moliendas familiares para elaborar dulce de panela o dulce de atado. Todo el distrito está sectorizado por terrenos familiares y cada familia tiene frente al patio de la casa su propia molienda. 

## Cultura
Las fiestas patronales se celebran en el mes de septiembre en honor a Nuestra Señora de las Mercedes.
En el mes de julio se realiza la feria de la yuca y caminata verde en hacienda Los Rodas, cantón San Luis Abajo.

## Historia
Para mediados del siglo XIX, el caserío La Ceiba era un importante poblado del área jurisdiccional de Santa María Ostuma. Junto a los cantones de Zizimite y Estanzuelas, fue erigido como pueblo el año 1882 como parte del distrito de Zacatecoluca. Sin embargo, estas dos aldeas formaron la localidad de Jerusalén en 1912.
Mercedes la Ceiba forma parte del Valle de Jiboa desde 2001. El Valle del Jiboa está ubicado en la región paracentral de El Salvador a 60 kilómetros de la capital San Salvador. Lo integran 15 distritos: Apastepeque, San Vicente, Santa Clara, San Esteban Catarina, San Cayetano Istepeque, Tepetitán, Verapaz, Guadalupe, San Lorenzo, San Sebastián, San Ildefonso, Santo Domingo y Tecoluca en el departamento de San Vicente; así como Jerusalén y Mercedes La Ceiba en el departamento de La Paz. 

## Información general
Mercedes La Ceiba es el distrito  con menos habitantes en El Salvador, de acuerdo al censo oficial realizado en el año 2024. Cubre un área de 10,61 km² y la cabecera tiene una altitud de 570 m s. n. m. Según el CNR es el distrito más pequeño de El Salvador, con una extensión superficial de 2.32 km². 

## Turismo
Mercedes la Ceiba es el distrito con más de 15 moliendas tradicionales por lo que se denomina "La cuna de las moliendas" del valle de jiboa, puedes hacer un recorrido y en cada rincón encontrarás una molienda tradicional y cada familia dueña de la molienda te recibirá con amabilidad. Inicia tu aventura en el Cantón San Antonio; luego visita barrio el calvario y barrio el centro del distrito Mercedes la Ceiba; pero no te puedes quedar sin conocer las moliendas del Cantón San Luis Arriba, Cantón San Luis Abajo y para terminar el recorrido puedes refrescarte con un rico chapuzón el Ruta los Nacimientos habilitado únicamente en verano. 
En el 2017 el experto en turismo rural y alternativo en El Salvador, Armando Urquillo, visitó recientemente esta localidad del departamento de La Paz y llevó consigo su drone, con el cual fotografió desde las alturas el paisaje Un valle como jardin.

## Idiosincrasia
Mercedes la Ceiba conserva su identidad rural, se distingue por una baja densidad de población, actividades económicas centradas en la agricultura y un paisaje natural con mayor presencia de espacios verdes.
El casco urbano de Mercedes la Ceiba se destaca por ser redondo. El diseño circular del parque central fue aspecto crucial para construir las calles alrededor del parque siguiendo el mismo patrón circular. Es el único distrito que el área urbana es de forma circular. Incluso, pobladores de los cantones se han trasladado a vivir al casco urbano para tener acceso al desarrollo local. 
Por más de 30 años la particularidad que ha distinguido al pueblo de Mercedes la Ceiba es que ha sido construido en torno a una sola calle principal que conecta con Jerusalén y Verapaz. 
La vida comunitaria es sumamente íntima. Los pobladores se conocen entre sí, tienen un fuerte sentido de comunidad reforzado por el arraigo en la actividad de las moliendas familiares y la cercanía entre vecinos.
El aislamiento territorial y las faltas de vías de acceso en buen estado: externo (hacia otros distritos) e interno (hacia los cantones), han generado en los últimos 30 años un escaso flujo de transporte; lo que conllevó a que los pobladores desarrollen un sentido de pertenencia de la calle principal, percibiéndola como parte del “patio de la casa”, en el recorrido local se puede apreciar a habitantes conviviendo con su grupo familiar en la calle frente a su casa, entre otras actividades distintivas locales.

## Desarrollo
En el 2017 se realizó concreteado del tramo de la entrada del Cantón San Luis Arriba hacia antigua cancha de futbol. Asistencia técnica ISDEM 2017.
En marzo de 2021 El ministro de Obras Públicas, Romeo Rodríguez Herrera, junto al Embajador de España en El Salvador, Carlos de la Morena, entregó las obras de pavimentación de 2.88 kilómetros de la carretera que recorre los distritos de Verapaz-Jerusalén y Mercedes La Ceiba, en departamentos de San Vicente y La Paz. “Por décadas las personas que viven en este lugar habían pedido la intervención de la calle, que es la vía principal de conectividad de los municipios de Verapaz, Jerusalén y Mercedes La Ceiba, y que estaba totalmente deteriorada”, precisó el funcionario. Recordó, que antes de ser intervenida la calle, los vehículos que transitaban por esta ruta cuando llovía se quedaban estancados, sin poder transitar por el exceso de lodo, por la falta de un adecuado sistema de drenaje. Este proyecto se  construye con una inversión de $1, 605,091.69, cuyo financiamiento proviene de los Fondos para la Promoción del Desarrollo (FONPRODE), de la Cooperación Española.
En julio de 2021, El Gobierno de El Salvador, por medio la Comisión Nacional de la Micro y Pequeña Empresa (CONAMYPE) realizó una gira de reconocimiento a MYPE del Valle de Jiboa ganadoras de fondos para industrialización de sus procesos, en las que se destaca Molienda los Barahona del Cantón San Luis, Mercedes la Ceiba. 
En noviembre de 2021 se realizó la entrega de computadoras portátiles que está entregando gratuitamente el Gobierno de la República a través del Ministerio de Educación (MINED) y su programa “Enlaces con la Educación”.
En el año 2022, se invirtió en el desarrollo del Cantón San Luis, distrito de Mercedes La Ceiba, Municipio La Paz Centro. Se realizó el concreteado de tramo de cuesta hacia cementerio antiguo, Cantón San Luis Arriba y concreteado de calle a Cantón San Luis Abajo. Reporte MH. Los pobladores cuentan con calles en buen estado y acceso a servicios básicos. Atención a reparaciones de fuga de agua.
En el año 2024 La Dirección de Obras Municipales entregó tres calles que suman 460 metros lineales, completamente renovadas, en el casco urbano del distrito de Mercedes La Ceiba, municipio de La Paz Centro. Las obras se ejecutaron en tres tramos: el primero, de 200 metros lineales, sobre la calle Jerusalén; el segundo, de 50 metros, sobre la vía que atraviesa los juzgados; y el tercero, de 210 metros, en calle que conecta al cantón Concepción. En los tramos reconstruidos, se desarrollaron obras complementarias de drenaje como cordón cuneta, badenes y canaletas para asegurar calles en buenas condiciones por muchos años.
En enero de 2025 finalizó la reconstrucción de calle rural para conectar los distritos de Mercedes La Ceiba y Santa María Ostuma, en el municipio de La Paz Centro, ahora cuentan con una moderna calle que los conecta con el cantón El Chaperno. Este proyecto, que abarca más de 1.4 kilómetros de calle con superficie de concreto hidráulico, ha sido ejecutado por la Dirección de Obras Municipales (DOM) para optimizar el transporte, el traslado de personas, bienes y servicios en una zona caracterizada por el cultivo de caña de azúcar y piña.